# أراليا تبتية

أراليا تبتية (الاسم العلمي:Aralia tibetana) هو نوع من النباتات يتبع جنس الأراليا من الفصيلة الأرالية.